# Schijf van Vijf
De Schijf van Vijf is de visuele voorstelling van de richtlijnen voor een gezond eetpatroon die sinds 1953 in Nederland wordt gebruikt in de voorlichting over goede en gezonde voeding, gericht op het grote publiek. Het idee is dat uit elk van de vijf groepen van voedingsmiddelen iedere dag een keuze wordt gemaakt, en die keuzen in de maaltijden van die dag te verwerken. In 2016 werd een herziene schijf geïntroduceerd. De Schijf van Vijf is een voorlichtingsmodel van het Voedingscentrum.

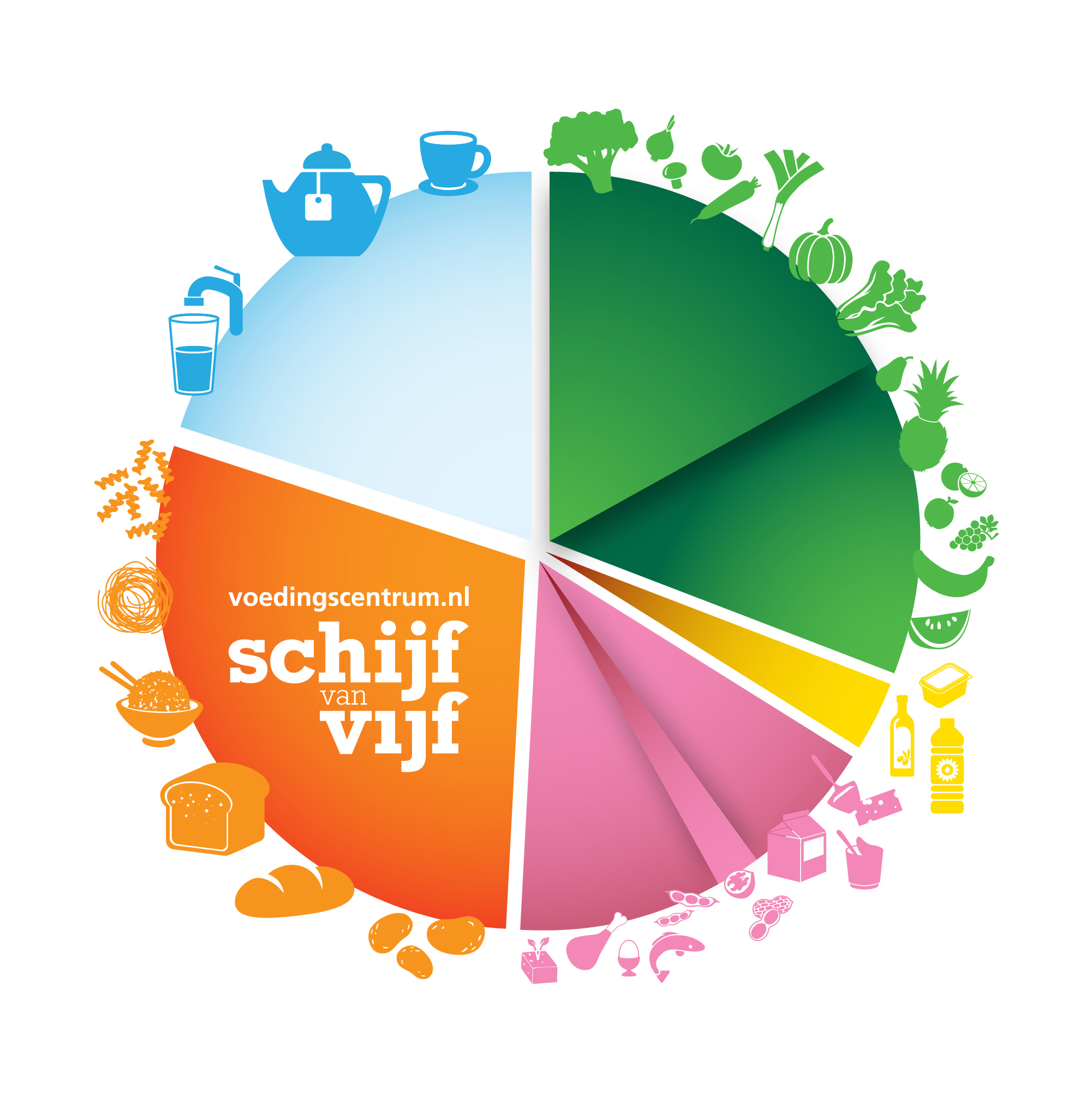
De huidige Schijf van Vijf van het Voedingscentrum - het Nederlandse voorlichtingsmodel voor een gezond en duurzaam eetpatroon.

De Schijf van Vijf is cirkelvormig. In Vlaanderen is de voedingsdriehoek gebruikelijker en ook de Amerikaanse tegenhanger heeft de vorm van een piramide.
Uit onderzoek van onder andere de Vrije Universiteit Amsterdam blijkt dat ongeveer 80% van het assortiment, de aanbiedingen en de instore promoties van de supermarkten niet in de Schijf van Vijf voorkomt.

## De oorspronkelijke Schijf van Vijf
De Schijf van Vijf werd in 1953 geïntroduceerd door het Voorlichtingsbureau voor de voeding in Nederland (een overheidsorgaan dat in 2000 opging in het Voedingscentrum). De schijf bevatte de volgende groepen voedingsmiddelen:
1. Melk en melkproducten
2. Groente, fruit, aardappelen
3. Vlees, vis, kaas, eieren en peulvruchten
4. Vetten
5. Graan en graanproducten zoals brood

## Nieuwe Schijf van Vijf

### 1981 en 1991
De Schijf van Vijf raakte in de loop der jaren in onbruik en werd in 1981 vervangen door de Maaltijdschijf en daarna (1991) door de Voedingswijzer. Deze laatste twee voorlichtingshulpmiddelen haalden het qua populariteit en nationale bekendheid echter bij lange na niet bij de aloude Schijf van Vijf.

### 2004
Eind 2004 werd daarom, aanhakend bij de nog steeds bestaande grote naamsbekendheid, een nieuwe Schijf van Vijf als promotiemiddel in gebruik genomen. Deze omvatte de volgende groepen:
| Groep | Voedingsmiddelen                                               | Belangrijke bestanddelen                                                                        |
| ----- | -------------------------------------------------------------- | ----------------------------------------------------------------------------------------------- |
| 1     | Groente en fruit                                               | vitamines, zoals vitamine C en foliumzuur, mineralen zoals kalium, vezels en bioactieve stoffen |
| 2     | Brood, pasta en aardappelen                                    | koolhydraten, eiwitten, vezels, vitamine B, calcium en ijzer                                    |
| 3     | Zuivel, vlees(waren), vis, peulvruchten, ei en vleesvervangers | eiwitten, visvetzuren, mineralen zoals ijzer en calcium en B-vitamines                          |
| 4     | Vetten en olie                                                 | vitamine A, D en E en essentiële vetzuren                                                       |
| 5     | Vocht                                                          | Belangrijk vanwege de vochtbehoefte (water)                                                     |

Verder gaf deze Schijf van Vijf ook vijf regels of aanbevelingen:
1. Eet gevarieerd
2. Eet niet te veel en beweeg
3. Gebruik minder verzadigd vet
4. Eet veel groente, fruit en brood
5. Ga veilig met voedsel om

### Herziene schijf van 2016
In 2016 kwam een herziene Schijf van Vijf uit. Bij deze schijf wordt minder de nadruk op voedingsstoffen gelegd en zijn de productgroepen vervangen door specifieke producten. Zo staan 'vetten en oliën' niet langer als geheel op de schijf, maar wordt expliciet gesproken van 'zachte of vloeibare smeer- en bereidingsvetten'. Vaste vetten zijn hierdoor van de Schijf van Vijf verdwenen. Verder wordt er geadviseerd minder (al dan niet bewerkt) vlees te eten en vaker noten, eieren en vegetarische producten te eten. Verder voldoende zuivel, veel groenten en fruit en granen bij voorkeur in volkorenproducten. De belangrijkste randadviezen zijn: kleine porties en niet te veel suiker, zout en verzadigd vet.
Deze herziene versie van de Schijf van Vijf is gebaseerd op de Richtlijnen Goede Voeding van de Gezondheidsraad die in 2015 werden gepresenteerd. Hierin wordt gesteld: "Een verschuiving in de richting van een meer plantaardig en minder dierlijk voedingspatroon is bevorderlijk voor de gezondheid. Ook vermindering van de consumptie van suikerhoudende dranken is van belang. Goede alternatieven zijn thee en gefilterde koffie (zonder suiker), en ook water."

## Zie ook

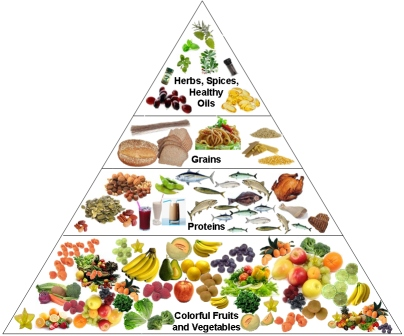
De Amerikaanse voedingspiramide